# Metopius continuus
Metopius continuus är en stekelart som beskrevs av Valentina I. Tolkanitz 1979. Metopius continuus ingår i släktet Metopius och familjen brokparasitsteklar. Inga underarter finns listade i Catalogue of Life.